# Die Legende von der heiligen Simplicia
Die Legende von der heiligen Simplicia ist ein deutscher Stummfilm aus dem Jahre 1920 von Joe May mit seiner Tochter Eva May in der Titelrolle.

## Handlung
Die fromme Simplicia wird als Kind von ihrer sterbenden Mutter dem Klosterleben übereignet. Dort gilt bald ihr ganzes Bestreben, eine treue Dienerin Gottes zu sein. Aufgrund ihrer Frömmigkeit lässt Gott sie fortan Wunder wirken. Durch Gebete und Handauflegen gelingt es ihr nunmehr, kranke Menschen zu heilen. Als fromme Frau und heilige Simplicia verehrt, hört auch der zynische und ehrlose Ritter Rochus von ihrem segensreichen Wirken. Er setzt es sich in den Kopf, sie schwersten Prüfungen zu unterziehen, „um zu sehen, wie lange man braucht, um aus einer Heiligen eine Sünderin zu machen“, wie er meint. Er schleicht sich in ihr Kloster hinein und versucht das Mädchen ganz in seinen Bann zu ziehen. Er fordert Simplicia heraus, in dem er behauptet, dass ihn der Teufel persönlich entsandt hat, um ihre Moral zu zerstören. Sie solle fortan fluchen, Altarbeigaben entwenden und Klosterfenster einwerfen.
Schließlich überredet Rochus sie sogar dazu, das Kloster zu verlassen. Doch all die Sünden, mit denen der finstere Rochus die Reinheit Simplicias zu zerstören sucht, wendet ihre fromme Kraft letztlich zum Guten. Durch den Diebstahl in der Klosterkirche wird die Anlage sogar vor einem Raubzug von Wegelagerern gerettet. Schließlich setzt der diabolische Rochus alles auf eine Karte und versucht Simplicia ein letztes Mal, den Pfad der Tugend zu verlassen und zur Sünderin zu machen: sie solle ihr Keuschheitsgelübde brechen und eine Liebesnacht mit einem fremden Mann verbringen. Ehe sie sich einer derartigen Sünde hingibt, ergreift Simplicia lieber einen Dolch und sticht ihn sich in selbstmörderischer Absicht in die Brust. Rochus erkennt in diesem Moment die Schrecklichkeit seines Handelns und trägt die Heilige zurück ins Kloster, um Totenwache zu halten. Ihr reines Wesen hat letztlich ihn bekehrt, und infolgedessen sucht auch er den Tod.

## Produktionsnotizen
Die Legende von der heiligen Simplicia wurde 1919 geplant und entstand bis zum August 1920 (Außenaufnahmen auf dem May-Außengelände in Woltersdorf). Der Film passierte die Filmzensur am 30. September 1920 und erhielt Jugendverbot. Die Länge des Sechsakters betrug 2310 Meter. Die Uraufführung erfolgte am 8. Oktober 1920 im Berliner Tauentzienpalast. In Österreich konnte man den Film unter dem Titel Schwester Simplicia ab dem 18. Februar 1921 sehen.
Die Filmbauten entwarf Martin Jacoby-Boy, assistiert von Erich Kettelhut. Robert Wuellner hatte die Aufnahmeleitung und assistierte überdies Joe May in dessen Funktion als Regisseur. Der 21-jährige Günther Krampf debütierte an der Seite des erfahrenen Kollegen Werner Brandes als Co-Chefkameramann. Mit ihrem Drehbuch zu dieser Produktion begann Thea von Harbou ihre beachtliche Karriere beim deutschen Film.

## Kritiken
„Eine Heiligenlegende mit ziemlich weltlichen Begebenheiten, beinahe als Liebestragödie endigend. Die von der Heiligen gewirkten Wunder finden teils eine natürliche Erklärung teils werden sie uns als Vorgänge überirdischer Natur näher gebracht. Während der Beschauer hinsichtlich des Spieles der Darsteller infolge der Gleichförmigkeit der Wandlung wenig auf seine Rechnung kommt, hat die Regie (Joe May) herrliche Massenszenen geschaffen und hübsche Motive gewählt, wie auch die Photographie ihr bestes geleistet (hat).“

Paimann’s Filmlisten resümierte: „Stoff sehr interessant, Spiel sehr gut, Szenerie und Photos ausgezeichnet.“